# Боб Макдоннелл
Роберт Френсіс «Боб» Макдоннелл (англ. Robert Francis «Bob» McDonnell; нар. 15 червня 1954, Філадельфія, Пенсільванія) — американський політик. Він був губернатором Вірджинії з 2010 по 2014, член Республіканської партії.
Макдоннелл навчався в Bishop Ireton High School в Александрії, що у передмісті Вашингтона, округ Колумбія. У 1976 році закінчив Університет Нотр-Дам, потім він продовжив вивчати економіку в Бостонському університеті, і отримав юридичну ступінь у 1989 році в Регентському університету. Служив в армії США і отримав звання підполковника.
Член Палати депутатів Вірджинії з 1992 по 2006, Генеральний прокурор Вірджинії з 2006 по 2009.